# Orgullo LGBT en Polonia

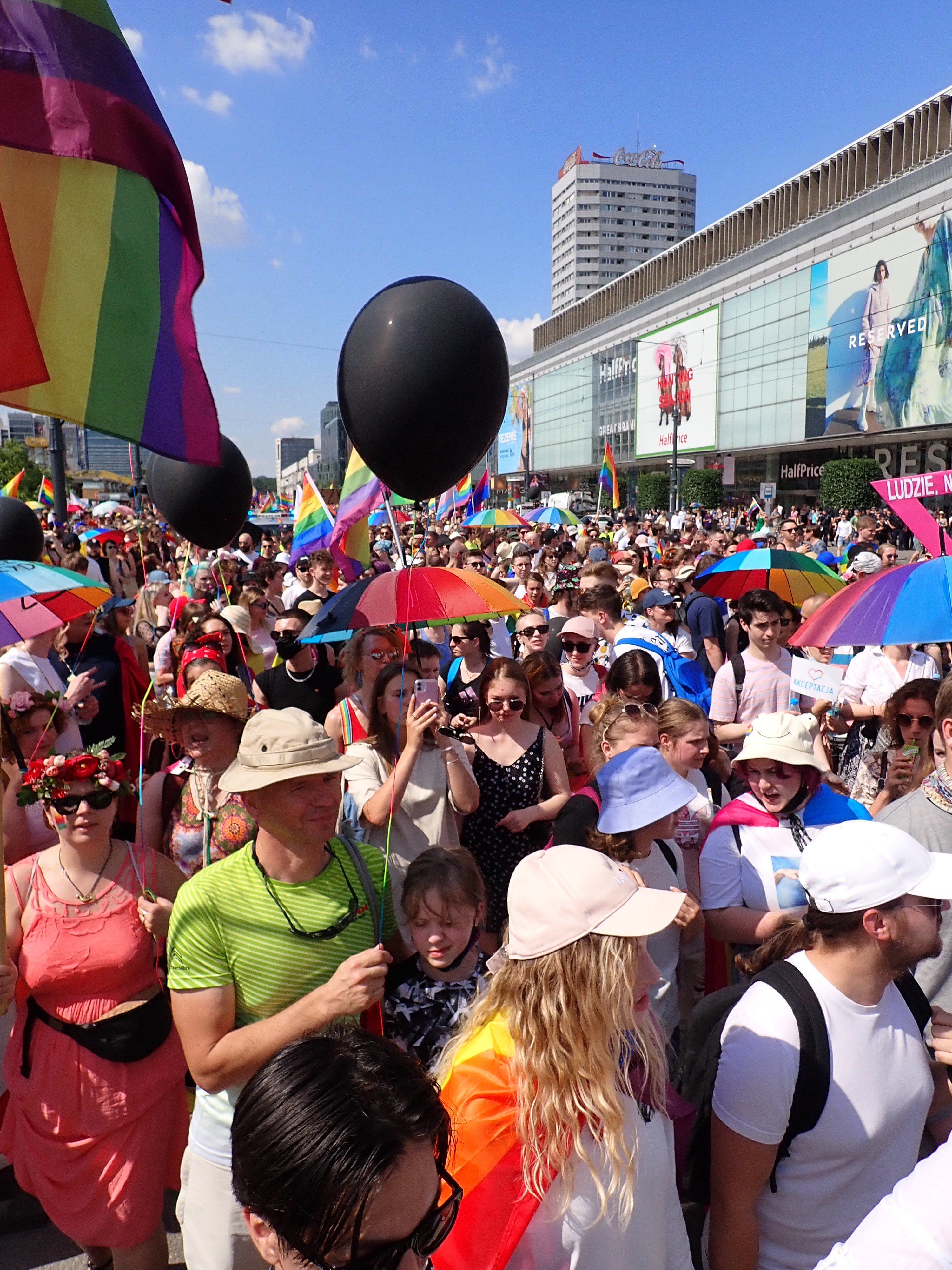
Edición de 2021 de la Marcha por la Igualdad de Varsovia.

El Orgullo LGBT en Polonia se celebra de forma anual a través de distintos eventos y marchas, conocidas en el país como «parady i marsze równości» (en español: marchas y desfiles por la igualdad), cuyo objetivo es manifestarse en contra de la discriminación y llamar la atención sobre los derechos de los grupos minoritarios, promover la aceptación social y celebrar el orgullo de las personas lesbianas, gais, bisexuales y transgénero (LGBT). Estas marchas se celebran en Polonia desde 2001 y se inspiraron en eventos similares en ciudades de Estados Unidos y Europa occidental que se llevan a cabo en dichas regiones desde la década de 1970.
Las demandas planteadas por los organizadores y participantes de las marchas han sido similares desde sus inicios y se refieren principalmente a la igualdad de derechos para las parejas del mismo sexo, acceso legal y médico a la transición para personas transgénero y protección legal de personas LGBT contra la discriminación; demandas que no han tenido muchos avances en el país desde el inicio de las marchas. Según el informe anual elaborado por ILGA Europa sobre la normativa legal en materia de igualdad para las personas y familias LGBT, para 2023, Polonia ocupaba el último lugar en la Unión Europea en términos de alcance de protecciones legales y de antidiscriminación.

## Antecedentes
Aunque tanto en la época de la República Popular de Polonia como en los inicios de la Tercera República Polaca las relaciones entre personas del mismo no estaban criminalizadas, en la práctica la homosexualidad se consideraba tabú. Las personas homosexuales o transgénero, cuando aparecían en la literatura o en otros medios culturales, solían ser retratadas en forma caricaturesca, mientras que la propaganda oficial de la República Popular Polaca asociaba a las personas homosexuales con criminales. Por esta razón, en la década de 1990 no hubo apoyo social o político para los activistas que luchaban por los derechos de las minorías sexuales. Los primeros activistas por los derechos de personas gais y lesbianas comenzaron a actuar en Polonia en la década de1980, en reacción a la operación Jacinto (1985-87), llevada a cabo por la entonces milicia y dirigida contra las comunidades homosexuales.
El primer evento público de igualdad en el contexto de los derechos LGBT en Polonia llevó como nombre Dzień Dumy Gejowskie (en español: Día del Orgullo Gay). El mismo fue organizado el 17 de junio de 1995 en el patio de la Universidad de Varsovia por Lambda Varsovia y Pink Press, e incluyó un concierto de la banda Balkan Electrique. Los organizadores no obtuvieron permiso de las autoridades locales para realizar este evento, pero de todos modos decidieron realizarlo.

## Primeros marchas por la igualdad (2001-2005)

### Varsovia
El organizador del primer Desfile por la Igualdad de Varsovia, que tuvo lugar en 2001, fue el activista Szymon Niemiec, entonces presidente de la Asociación Internacional de Gays y Lesbianas para la Cultura en Polonia (ILGCN-Polska). Otros activistas que participaron de la organización de este desfile incluyeron, entre otros, a Robert Ciepiela, Agata Gorządek, Miłosz Rodziewicz y Krzysztof Szymborski. La idea del Desfile por la Igualdad y su nombre surgió a raíz de un reportaje sobre el Orgullo Gay en Sídney organizado por un antiguo bar LGBT en Varsovia. El nombre del Desfile, a diferencia de eventos similares en otros países, tenía como objetivo enfatizar la idea de libertad, igualdad y tolerancia hacia todos los grupos minoritarios y marginados.
Los primeros desfiles en Varsovia, entre 2001 y 2003, se llevaron a cabo el 1 de mayo y fueron organizados por ILGCN-Polska.

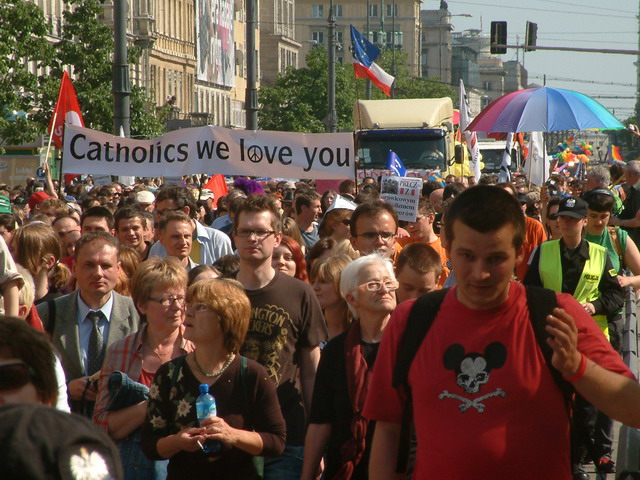
Desfile por la Igualdad en Varsovia en 2007

En 2004 y 2005, el entonces alcalde de Varsovia, Lech Kaczyński, prohibió los Desfiles por la Igualdad, invocando las disposiciones de la Ley de circulación por carretera. En 2004, como acto de protesta contra la prohibición, se celebró una manifestación por la libertad frente al Ayuntamiento. En 2005, el Desfile se realizó en las calles de Varsovia a pesar de las prohibiciones del alcalde, que tuvieron el efecto contrario al previsto y aumentaron el interés en el evento significativamente. El mismo contó con el apoyo de numerosos políticos de izquierda que se unieron a la marcha, entre ellos el ministro del Interior y Administración, Ryszard Kalisz, la Vice primera ministra, Izabela Jaruga-Nowacka, el vicepresidente del Sejm, Tomasz Nałęcz, los senadores Maria Szyszkowska y Kazimierz Kutz y los eurodiputados alemanes Claudia Roth y Volker Beck.
Como respuesta a las prohibiciones del alcalde Kaczyński, el Defensor del Pueblo, Andrzej Zoll, remitió las disposiciones al Tribunal Constitucional. Esta solicitud, presentada el 30 de junio de 2005, fue abordada en una audiencia el 18 de enero de 2006. El Tribunal dictaminó que la disposición impugnada era incompatible con la Constitución en la medida en que violaba la libertad de reunión. Los organizadores del Desfile también apelaron la prohibición ante el Tribunal Europeo de Derechos Humanos, que en su sentencia del 3 de mayo de 2007 dictaminó que las autoridades de Varsovia, al prohibir el Desfile por la Igualdad en 2005, habían violado el Convenio Europeo de Derechos Humanos.

### Cracovia
El 7 de mayo de 2004, en el marco del festival "Cultura para la Tolerancia", se llevó a cabo la primera Marcha por la Tolerancia de la ciudad, organizada por iniciativa de la filial local de la organización LGBT Campaña Contra la Homofobia. La marcha contó con una participación de aproximadamente 1500 personas. En 2005, debido al duelo por la muerte del Papa Juan Pablo II, se canceló la marcha de Cracovia, prevista para mayo.

### Poznan
En Poznan, en el marco de la celebración de las Jornadas de la Igualdad y la Tolerancia, el 20 de noviembre de 2004 tuvo lugar su primera Marcha por la Igualdad. Los organizadores fueron, entre otras organizaciones, la Asociación de mujeres Konsola y Lambda Poznan. No obstante, los manifestantes solo lograron caminar 200 metros antes de ser detenidos por un cordón policial que los separaba de grupos de contramanifestantes.
Un año después, el alcalde de la ciudad, Ryszard Grobelny, prohibió la marcha prevista para el 19 de noviembre, citando disposiciones relativas a una amenaza importante al orden público, la vida, la salud y la propiedad. A pesar de esto, los organizadores intentaron realizar la marcha y la organización de extrema derecha Juventud de Toda Polonia realizó una contramanifestación, por lo que un cordón policial intentó separar a los dos bandos y finalmente detuvo la marcha, que luego comenzó a dar vueltas en círculos y finalmente se convirtió en una protesta sentada. . Como parte del operativo, la policía detuvo a 65 manifestantes. Los acontecimientos de Poznan, al igual que los de Varsovia de ese mismo año, se convirtieron en tema de discusión a nivel internacional. Posteriormente, el Tribunal Administrativo Provincial de Poznan determinó que el alcalde de Poznan había violado la ley polaca y europea al prohibir la marcha.

## Popularización de las marchas en ciudades grandes (2006-2016)

### Varsovia
En 2005 se creó la Fundación para la Igualdad, cuyo objetivo era organizar posteriores Desfiles por la Igualdad. Sus fundadores fueron las organizaciones LGBT polacas más grandes de ese momento: ILCGN–Polska, Campaña contra la Homofobia y Lambda Varsovia. Esta fundación fue la organizadora de los desfiles de 2006 a 2009.
En 2010, el desfile no se realizó debido a que Varsovia acogió el EuroPride, un evento de la comunidad LGBT organizado anualmente en ciudades europeas con motivo del Día de Christopher Street. Para ese año, Varsovia fue la sede principal del EuroPride y el evento reunió aproximadamente a 8 mil personas, incluidos invitados extranjeros. Este nómero fue mucho mayor al alcanzado en desfiles anteriores, aunque los organizadores esperaban varias decenas de miles de personas y no ocultaron su decepción por la falta de apoyo de las autoridades de la ciudad.
Desde 2011 se volvieron a retomar los Desfiles por la Igualdad. El Comité Organizador informal, una asociación de particulares y representantes de organizaciones no gubernamentales, partidos políticos, medios de comunicación y otras entidades, asumieron la responsabilidad de su organización para ese año. En 2012 se registró la Fundación "Wolontariat Equality", que a partir de 2013 asumió el papel principal en la organización del Desfile, mientras que el Comité Organizador pasó a ser un órgano auxiliar.

### Cracovia

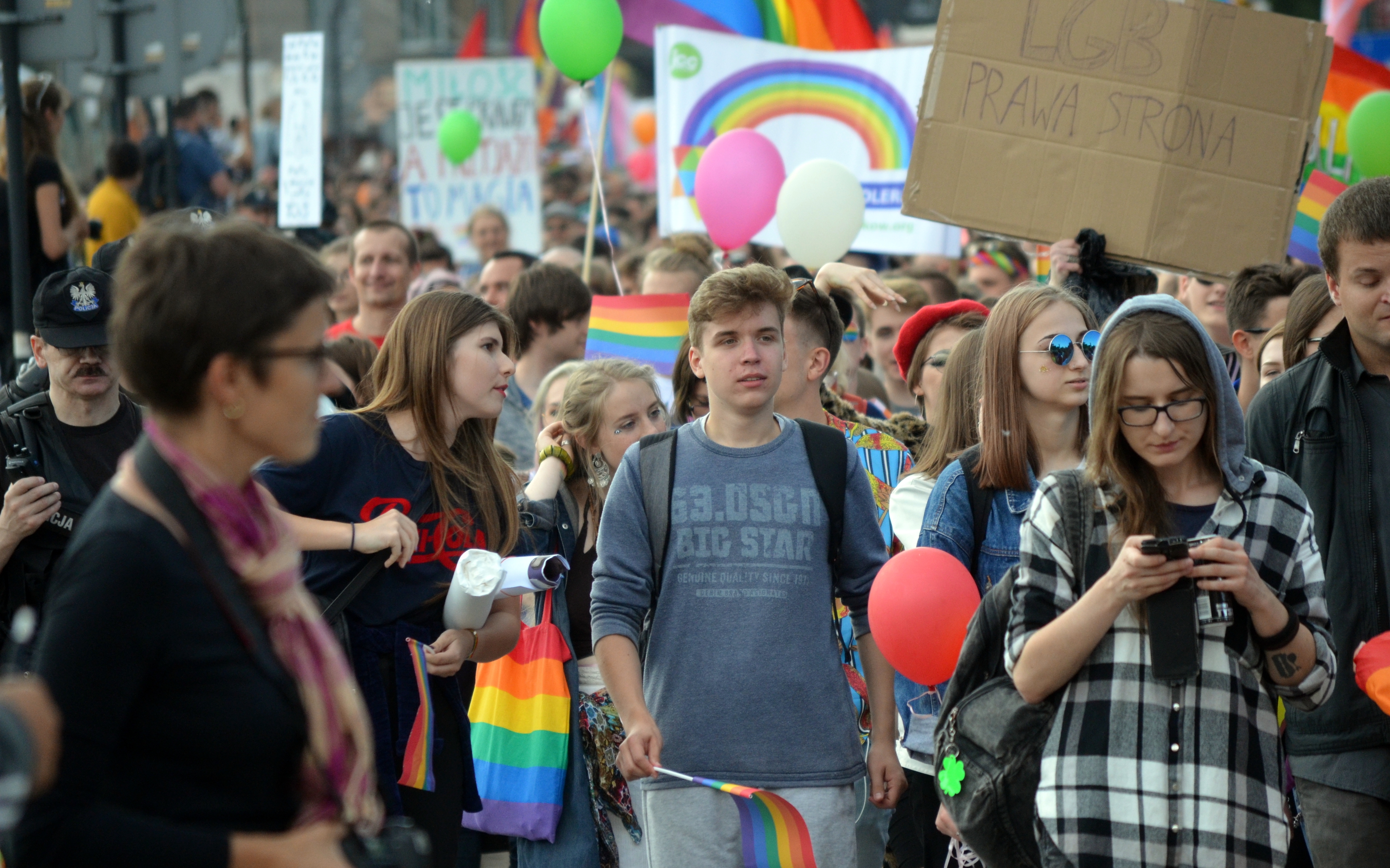
Marcha por la Igualdad de Cracovia en su edición de 2018.

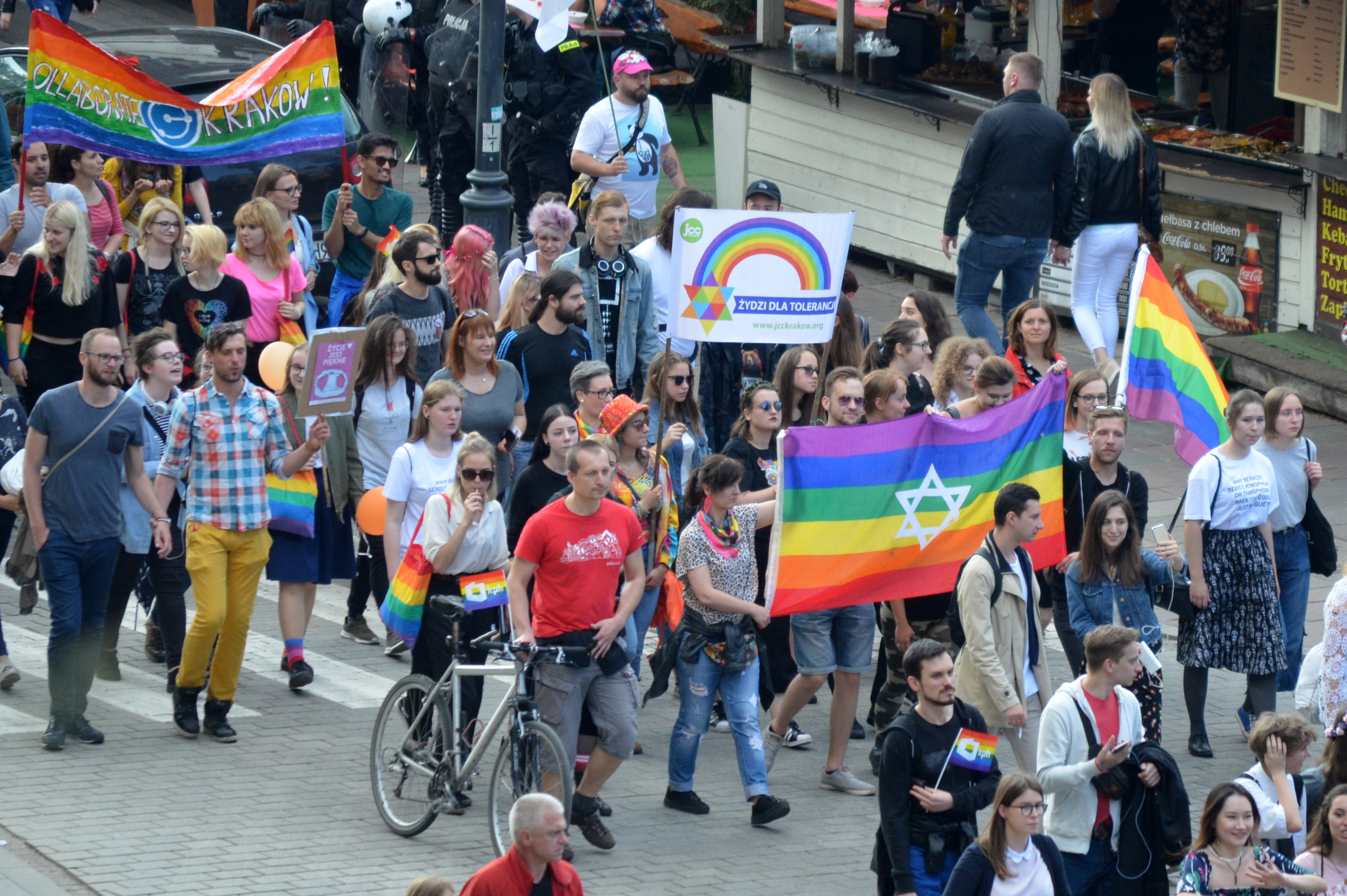
Mayo Queer en Cracovia, el festival LGBT que forma parte de la Marcha por la Igualdad, 2018.

Entre los años 2006 y 2009, se celebró en Cracovia la demominada Marcha por la Tolerancia, organizada por la Fundación "Cultura por la Tolerancia" junto con otras organizaciones LGBT. Inicialmente, la marcha fue parte del Festival anual de Cultura Gay y Lésbica de Cracovia "Cultura para la Tolerancia", y desde 2009 fue parte de un nuevo festival, llamado Mayo Queer (en polaco: Queerowy Maj), que se continúa celebrando hasta la actualidad. En 2010, el nombre del evento se cambió a Marcha por la Igualdad, que, según los organizadores, reflejaba mejor los objetivos del evento, que son la lucha por la igualdad de derechos para las poblaciones LGBT.
Durante este período, normalmente participaban en las marchas entre 500 y 2000 personas. Para la edición 18 de la marcha, celebrada el 21 de mayo de 2022, hubo 9000 asistentes, mientras que la edición del año siguiente tuvo alrededor de 12 000 personas. Un número similar de participantes acudió a la Marcha por la Igualdad de 2023, celebrada el 20 de mayo.

### Poznan
También en Poznan la Marcha por la Igualdad se ha convertido en una parte permanente del ciclo de eventos de la ciudad. En 2006, por primera vez fue posible completar la ruta completa y la policía desalojó a miembros de la organización de extrema derecha Juventud de Toda Polonia, que intentaron bloquear la ruta. En los años siguientes, la marcha se celebró como parte del festival de noviembre "Días de Igualdad y Tolerancia", pero esta época del año no propició una gran asistencia y el número de participantes disminuyó a 100 personas en 2014.
Por este motivo, al año siguiente se movió la fecha del evento a septiembre, bajo la organización de la Asociación del Grupo Stonewall, y la marcha tuvo lugar como parte de la primera Semana del Orgullo de Poznan. El evento tuvo una asistencia de aproximadamente mil personas, entre ellas el entonces alcalde de Poznan, Jacek Jaśkowiak. En 2016, el alcalde habló frente a los asistentes a la marcha, que alcanzó los 3000 participantes, y banderas arcoíris se izaron oficialmente en la ciudad por primera vez.

### Katowice
El domingo 17 de mayo de 2008 tuvo lugar en Katowice su primera Marcha por la Igualdad, bajo el lema "Primeras jornadas de igualdad de oportunidades en Silesia". El evento fue organizado por la sección de Silesia de la organización LGBT Campaña contra la Homofobia. En la marcha participaron menos de 100 personas, que fueron protegidos por la policía de un grupo de contramanifestantes.
Luego de una pausa de 10 años, el 8 de septiembre de 2018 tuvo lugar la segunda Marcha por la Igualdad en Katowice (lema: "Amor por Silesia, respeto por todos"), organizada por la Asociación Tęczówka de Katowice. La tecera marcha tuvo lugar el 7 de septiembre de 2019 con el lema "Menos ira, más amor". El sábado 5 de septiembre de 2020, a pesar de las restricciones relacionadas con la pandemia de SARS-CoV-2, se logró organizar la cuarta edición de la Marcha por la Igualdad en Katowice, con el lema: "Amar la libertad".

### Breslavia

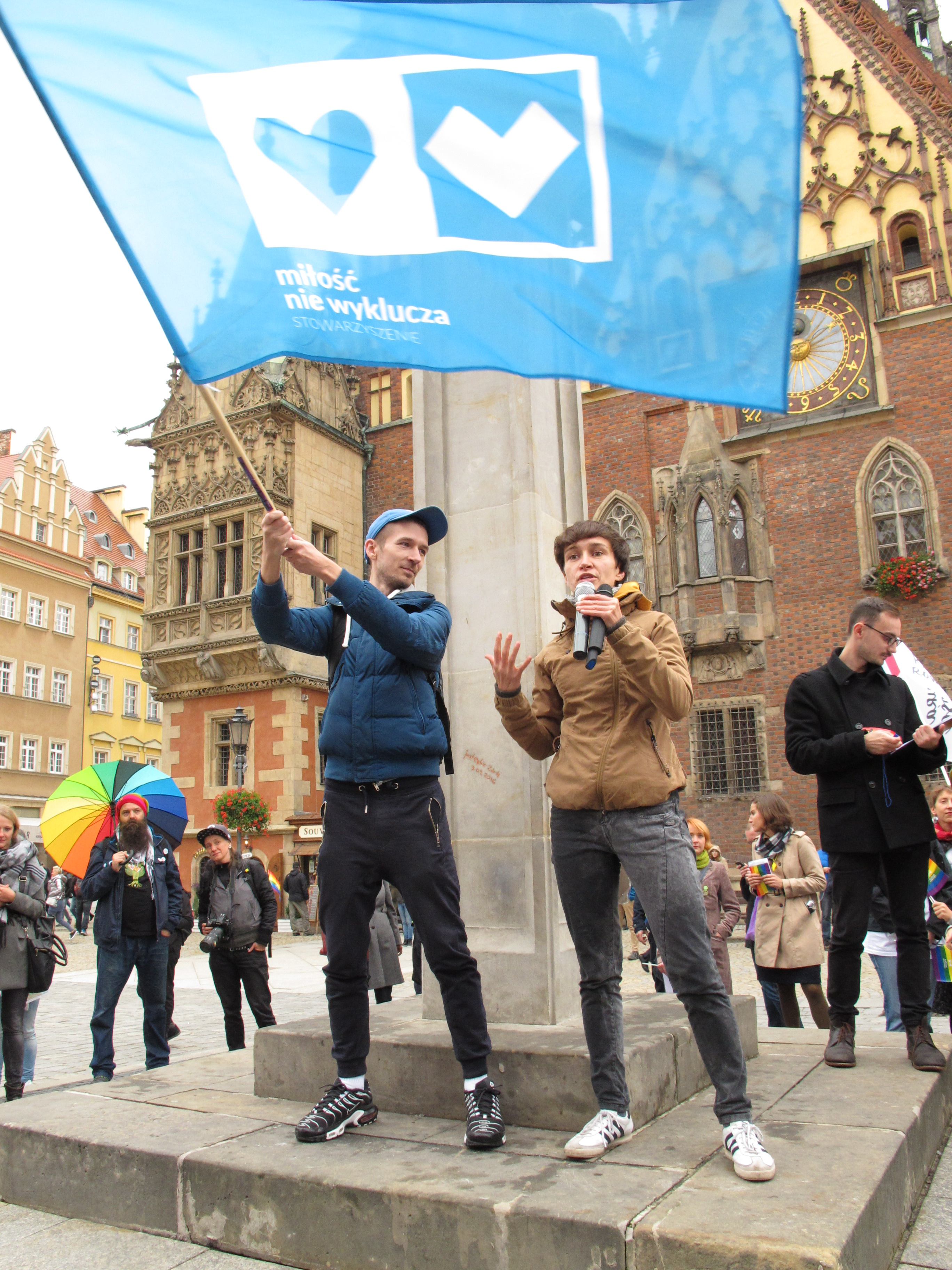
La Asociación Miłość Nie Wyklucza en la Marcha por la Igualdad en Breslavia en 2016.

El 24 de octubre de 2009, en el marco del séptimo Festival de Lesbianas, Gays y Amigos contra las Exclusiones, tuvo lugar en Breslavia su primera Marcha por la Igualdad. La misma reunió a unas 300 personas y unos 150 contramanifestantes, pertenecientes al partido de extrema derecha Renacimiento Nacional de Polonia.
La marcha se ha celebrado todos los años desde entonces. Los organizadores de las primeras ediciones fueron miembros de la organización LGBT Campaña contra la Homofobia de Breslavia. En 2013, la marcha fue organizada como parte del Festival Queer de la ciudad por la Asociación Q Alternatywie.
Desde 2014, la marcha se realiza en el marco del Festival de Igualdad de Derechos y está organizada por la Asociación Cultura de Igualdad. En 2016 participaron más de mil personas.

### Lodz
El 14 de mayo de 2011 tuvo lugar la primera Marcha por la Igualdad en Lodz, en el marco del festival Maratón por la Igualdad. Aunque hubo más contramanifestantes que participantes, gracias a la protección policial lograron completar todo el recorrido previsto. Los organizadores fueron activistas locales de Campaña contra la Homofobia (CCH). Las marchas posteriores fueron organizadas por activistas de CCH y el grupo Fábrica por la Igualdad, que con el tiempo se formalizó como asociación y asumió la organización del Maratón por la Igualdad de Lodz y la marcha que lo acompaña. Durante este período las marchas en Lodz no fueron muy numerosas: en 2016, por ejemplo, participaron entre 150 y 200 personas.

### Gdansk
En la Triciudad, la primera marcha de la comunidad LGBT+ tuvo lugar en 2015. Fue organizada por la Asociación LGBT Tolerado en el marco de las Jornadas por la Igualdad de la Triciudad. La participación sorprendió a los organizadoresy se ubicó entre 1000 y 1500 personas. Al año siguiente, la segunda Marcha por la Igualdad de la Triciudad tuve entre 800 y 2000 participantes, según diversas estimaciones. Las marchas fueron recibidas por contramanifestantes, pero la policía impidió que bloquearan la ruta.
Desde 2017, la marcha se celebra bajo el patrocinio oficial de las autoridades de la ciudad, lo que la convirtió en la primera marcha LGBT del país con este tipo de apoyo. En 2017, la marcha fue inaugurada oficialmente por el alcalde de Gdansk, Paweł Adamowicz.

## Llegada a ciudades medianas y pequeñas (2017-2019)
Cuando el partido conservador Ley y Justicia (PiS) llegó al poder en el otoño de 2015, la actividad social de los círculos liberales que se oponían a la nueva política gubernamental aumentó significativamente. Esto comenzó a traducirse en un apoyo más amplio a las marchas por la igualdad, a las que se unieron personas ajenas a la comunidad LGBT+, como miembros y partidarios del Comité para la Defensa de la Democracia, y más tarde otros grupos de oposición al PiS. Según los organizadores, la asistencia al Desfile por la Igualdad de Varsovia aumentó de 18 000 personas en 2015 en 36 0000 en 2016 y luego 50 000 en 2017.
En 2017, Toruń se unió a las ciudades que organizaban marchas por la igualdad y fue la primera ciudad de tamaño mediano donde tuvo lugar una manifestación de este tipo. La exitosa participación (unas 1000 personas) animó a grupos de otras ciudades a preparar eventos locales propios.
En 2018, se organizaron por primera vez marchas por la igualdad en Konin, Rzeszów, Opole, Częstochowa, Szczecin, Lublin, Zielona Góra y Gdynia. Después de una pausa de 10 años, la marcha por la igualdad se celebró nuevamente en Katowice. La marcha en Konin del 18 de mayo se llamó Marcha de la Tolerancia y fue organizada espontáneamente por estudiantes de secundaria indignados por la ola de odio de círculos de derecha en dos escuelas secundarias de Konin que promovían la tolerancia. En la marcha participaron unas 400 personas. Uno de los jóvenes organizadores de la marcha, Mikołaj Marcinkowski, fue apartado del grupo de monaguillos por organizarla. Las marchas en Opole, Szczecin, Zielona Góra y Gdynia, a pesar de la aparición de contramanifestantes, fueron relativamente pacíficas, aunque las de Rzeszów, Częstochowa y Lublin tuvieron instancias de agresiones hacia los participantes.
Al mismo tiempo que aparecían marchas por la igualdad en ciudades medianas y pequeñas, las de las grandes ciudades se convertían en manifestaciones masivas, a menudo con el apoyo y la participación de las autoridades locales. El primer alcalde que participó en una marcha fue el alcalde de Poznan, Jacek Jaśkowiak, quien acudió a la marcha de 2015 y otras posteriores. Sin embargo, la primera marcha en ser patrocinada por un alcalde fue la de Gdansk, que recibió el apoyo del alcalde Paweł Adamowicz en 2017 y quien afirmó que el apoyo a la diversidad era coherente con su propia política conservadora.
En Varsovia, la presidenta Hanna Gronkiewicz-Waltz rechazó solicitudes posteriores de patrocinio, y solo el nuevo presidente de la capital, Rafał Trzaskowski, lo concedió en 2019 y participó en el propio evento. Del mismo modo, tras el cambio de presidente en Breslavia, el nuevo alcalde de la ciudad, Jacek Sutryk, patrocinó la marcha por la igualdad en 2019, aunque él mismo no participó en ella.

#### Rzeszów

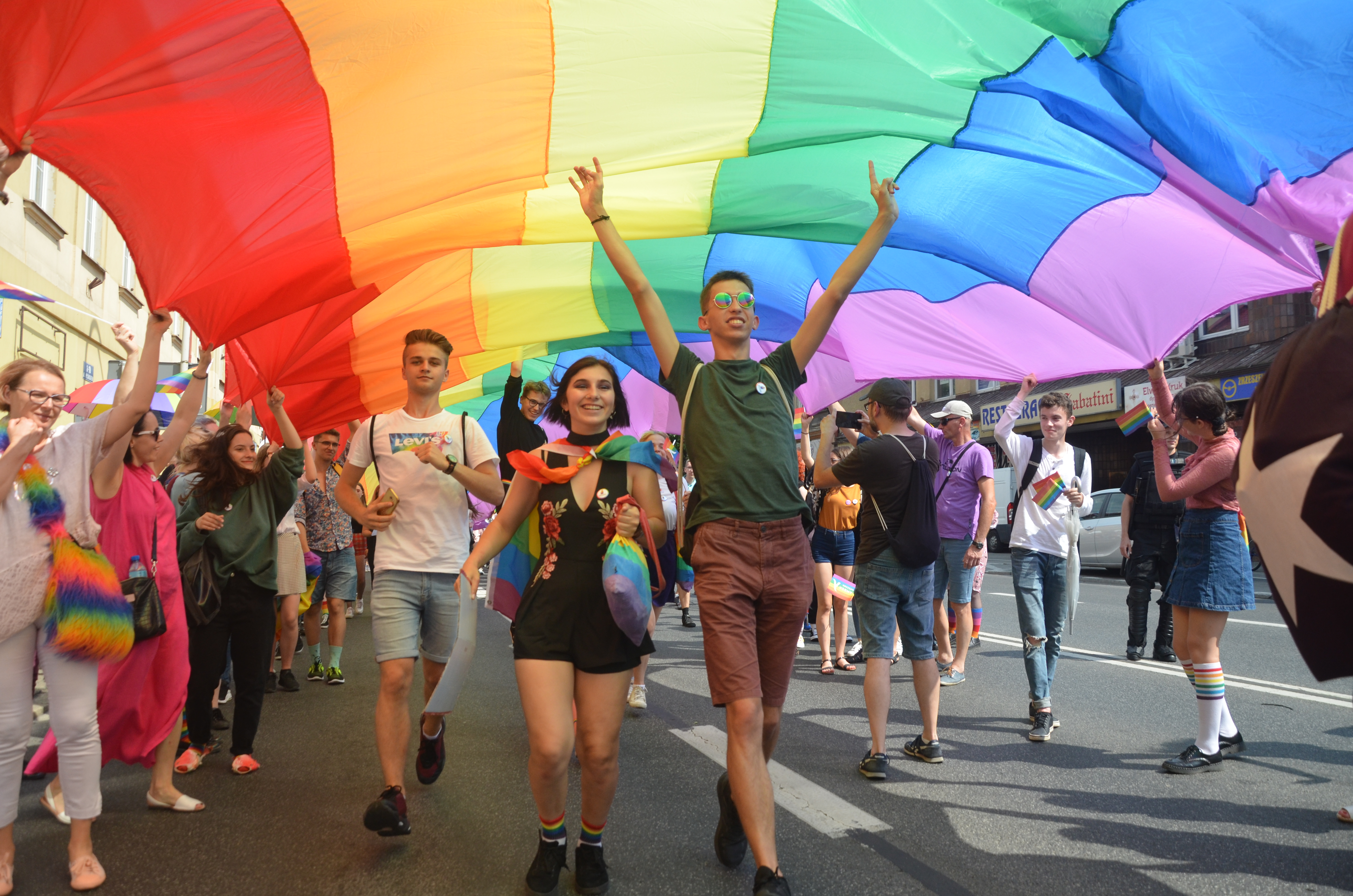
Marcha por la Igualdad en Rzeszów, en 2019.

La primera Marcha por la Igualdad en la frontera oriental de Polonia tuvo lugar el 30 de junio de 2018, en la ciudad de Rzeszów. Los organizadores de este evento fueron las estructuras de Rzeszów del Partido Razem, la rama local del Congreso de Mujeres, el Consejo del Programa de Mujeres de Podkarpacka y la Asociación para la Igualdad de Cracovia. En él participaron unas mil personas, que se encontraron con un nutrido número de contramanifestantes de diversos orígenes, desde grupos católicos hasta vándalos. Sin embargo, la policía separó eficientemente a ambos grupos, aunque en algunos lugares la marcha pasó a sólo unos metros de los opositores. Debido a ello, la policía tuvo que esposar a los contramanifestantes más agresivos.

#### Częstochowa

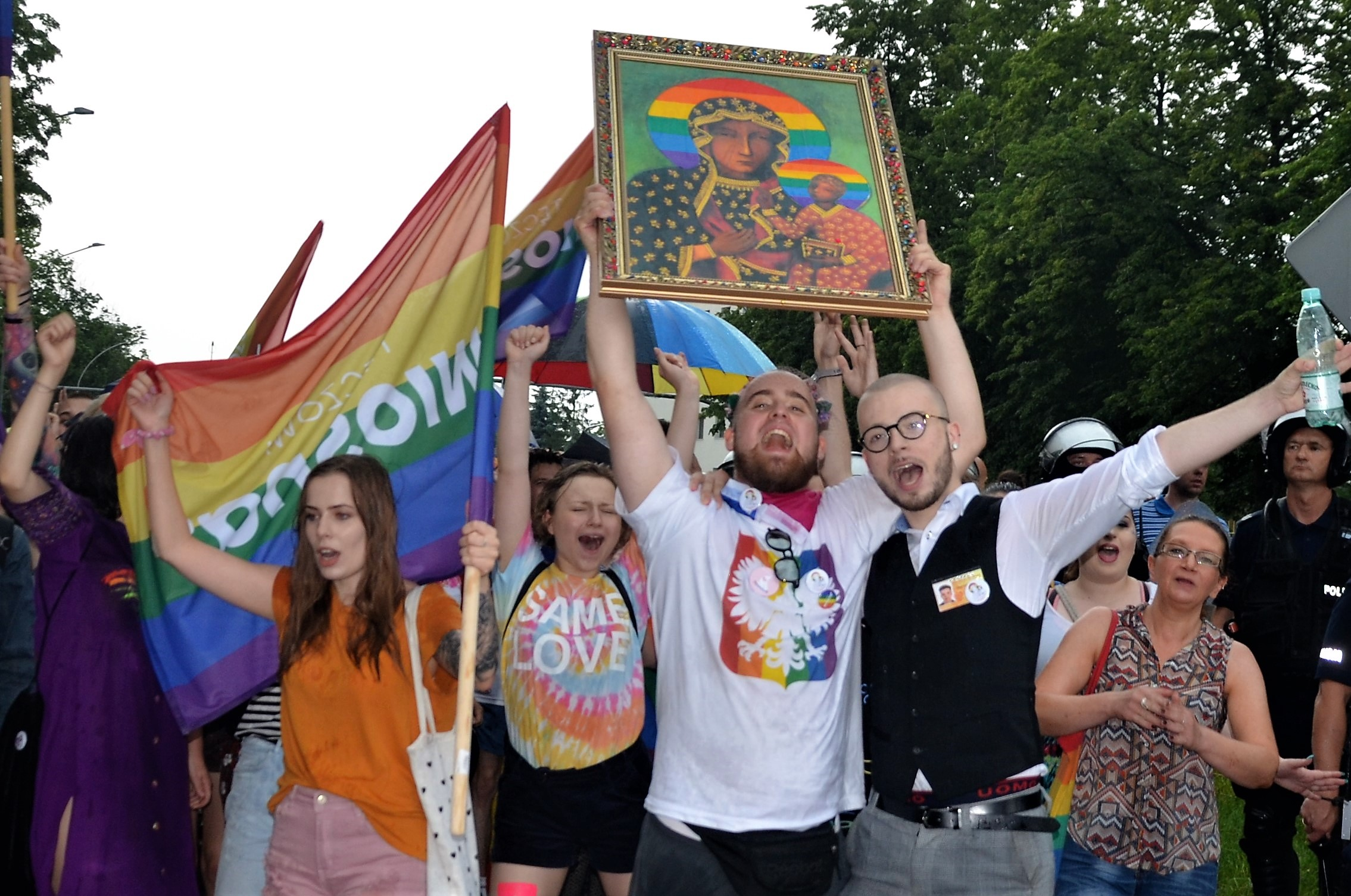
Marcha por la Igualdad en Częstochowa en 2019.

La primera Marcha por la Igualdad en Częstochowa, prevista para el 8 de julio de 2018, provocó la reacción de círculos de extrema derecha, que acusaron a los organizadores de provocación dado que la fecha del evento coincidió con la celebración anual de una peregrinación religiosa en Jasna Góra. Al final, la marcha cubrió casi todo el recorrido previsto y en ella participaron unas 600 personas. Durante la marcha en Częstochowa fue identificado el activista Bartosz Staszewski, que portaba una bandera con el símbolo de un águila blanca sobre un fondo de arcoíris. Según los círculos conservadores y de derecha, tal representación constituía un insulto a los símbolos nacionales en virtud del artículo 137 del Código Penal, y el entonces Ministro del Interior y de Administración, Joachim Brudziński, acusó a Staszewski de "profanación" de los símbolos nacionales. En este caso se presentó un informe a la fiscalía, pero la fiscalía se negó a iniciar una investigación por falta de pruebas de un acto prohibido.

#### Lublin

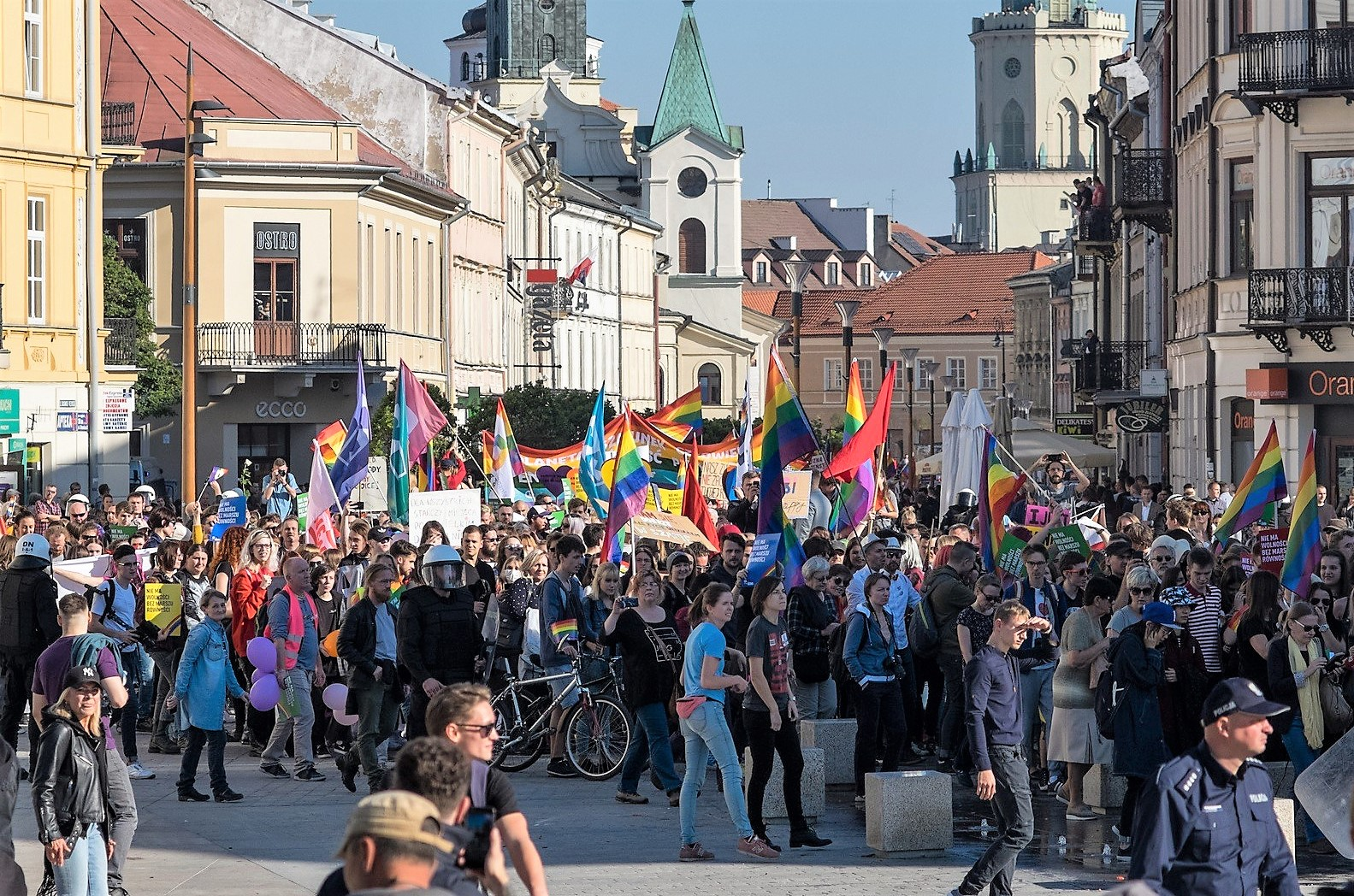
Marcha por la Igualdad de 2018 en Lublin.

La primera Marcha por la Igualdad en Lublin provocó una reacción fuerte por parte de grupos conservadores, particularmente porque la fecha escogida era días antes de elecciones locales . Cinco días antes de la marcha, el 8 de octubre, el alcalde de Lublin, Krzysztof Żuk, prohibió tanto la Marcha por la Igualdad como las contramanifestaciones anunciadas, citando el artículo 14 sección 2 de la Ley de Reuniones, que permitía la prohibición de una reunión pública cuando existiera una amenaza importante a la vida, la salud o la propiedad. Tanto los organizadores de la marcha como los de la contramanifestación apelaron la decisión ante un tribunal, que confirmó la decisión del alcalde en primera instancia.
Sin embargo, el tribunal de apelaciones se posicionó a favor de los organizadores de la marcha y el 12 de octubre, un día antes de la fecha prevista para el evento, levantó la prohibición. El ambiente previo a la marcha empeoró debido a declaraciones de algunos políticos, como el voivoda de Lublin, que calificó la marcha como una promoción de "perversiones, desviaciones y degeneraciones". Durante el recorrido, los asistentes sufrieron agresiones por parte de manifestantes, quienes constantemente intentaron bloquear y atacar a los asistentes de la marcha y a la policía que los protegía. Por este motivo, la marcha fue detenida y el recorrido cambió varias veces. Al final, sin embargo, 1500 participantes lograron llegar al final previsto de la manifestación.

### Nuevas ciudades en 2019
En 2019 se realizaron marchas en todas las ciudades donde tuvieron lugar el año anterior y en 13 adicionales. Las nuevas ciudades anfitrionas de marchas por la igualdad fueron: Koszalin, Gniezno, Bydgoszcz, Olsztyn, Kielce, Białystok, Kostrzyn nad Odrą (en el marco del Festival Pol'and'Rock ), Płock, Radomsko, Gorzów Wielkopolski, Słupsk, Kalisz y Elbląg.
El 6 de abril tuvo lugar una marcha en Koszalin sin incidentes graves, en la que participaron aproximadamente 650 personas. Del lado contrario, surgieron problemas con la organización de la marcha en Gniezno, dado que el alcalde de la ciudad, Tomasz Budasz, prohibió la marcha luego de que se anunciaran 16 contramanifestaciones, justificando su decisión en motivos de seguridad. Los organizadores apelaron esta decisión y obtuvieron una orden para revocar la decisión que prohibía la marcha. Al final, unas 400 personas participaron en la marcha y frente a ellas se colocaron grupos de contramanifestantes, que llegaron a alrededor de 500 personas.
La primera Marcha por la Igualdad en Bydgoszcz tuvo lugar el 11 de mayo de 2019 y contó con más de 2000 participantes. A pesar de los intentos de contramanifestantes de interrumpir la marcha, el evento transcurrió pacíficamente. La manifestación contó con el patrocinio oficial del alcalde de la ciudad, Rafał Bruski.
La primera Marcha por la Igualdad en Olsztyn se desarrolló de forma igualmente pacífica y contó con la asistencia de más de 1000 personas, aunque debido a una contramanifestación, la ciudad obligó a los organizadores a cambiar la ruta hacia calles residenciales menos frecuentadas. La marcha en Kielce también se desarrolló sin incidentes, aunque el alcalde de la ciudad, Bogdan Wenta, también emitió inicialmente una prohibición, que luego fue impugnada ante los tribunales. Más de mil personas participaron en la marcha y, luego de que el evento se realizara de forma pacífica, el alcalde agradeció a los participantes.

#### Białystok

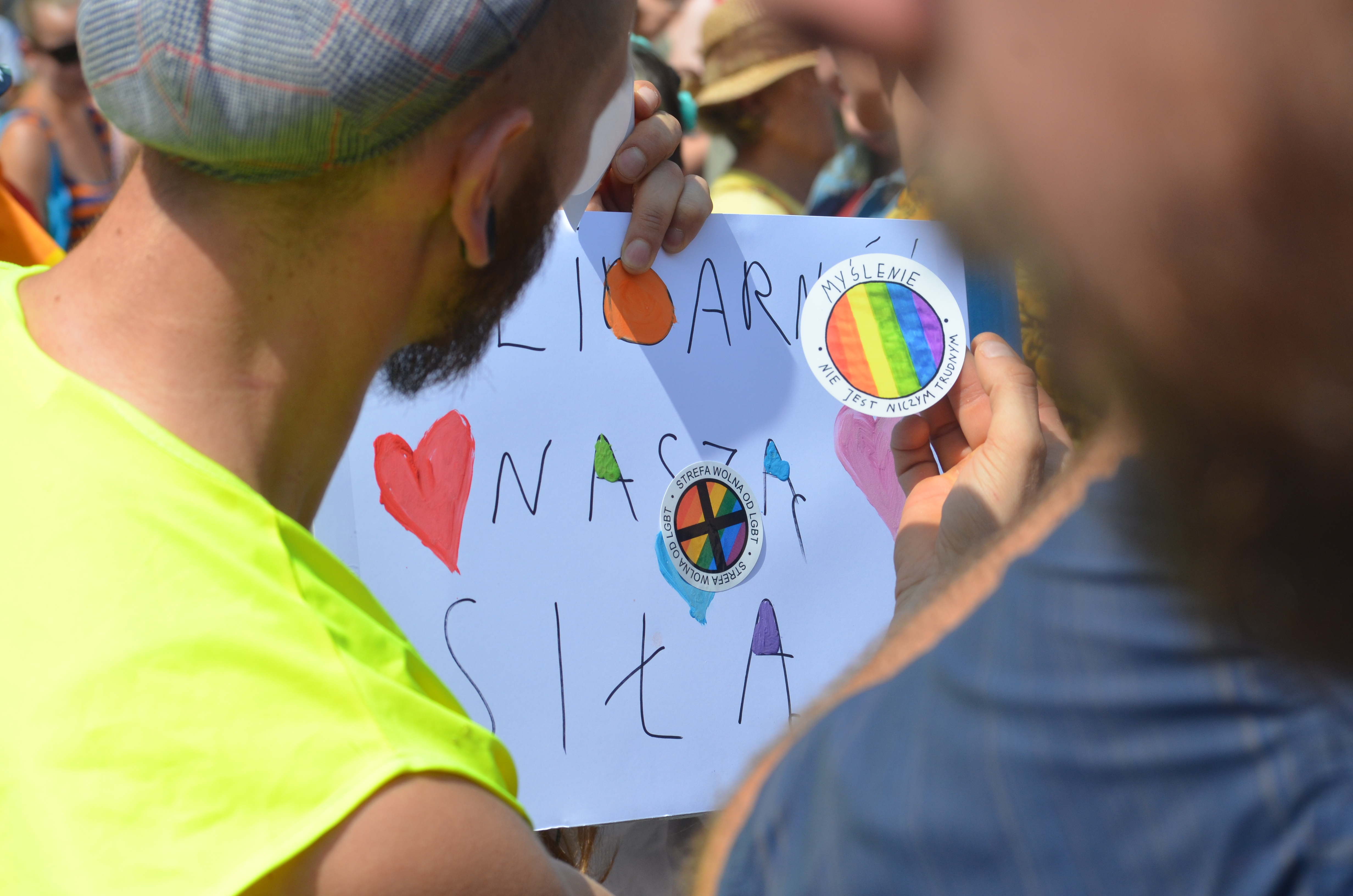
La solidaridad es nuestra fuerza, evento organizado en Bielsko-Biała en solidaridad con los participantes de la Marcha por la Igualdad en Białystok atacados por contramanifestantes.

La primera Marcha por la Igualdad en Białystok estaba prevista para el 20 de julio de 2019. Según estimaciones de la policía, a la reunión asistieron aproximadamente 800 personas. La organizador del evento estuvo a cargo de la recién creada organización LGBT Tęczowy Białystok. No obstante, la planeación de la marcha generó controversia debido a las declaraciones confrontativas de muchos políticos de derecha y del arzobispo de Białystok, monseñor Tadeusz Wojda, quien llamó directamente a los habitantes de Białystok a no permitir que la marcha se realizara. Todo esto provocó que los participantes en la marcha fueran brutalmente atacados, y la marcha acabó en disturbios y numerosas detenciones. Los hechos fueron ampliamente comentados en los medios de comunicación, incluidos los internacionales.
En oposición a la marcha se realizaron cerca de 70 eventos, incluido un pícnic familiar organizado por el mariscal del voivodato de Podlaquia, Artur Kosicki.  Durante la marcha, contramanifestantes intentaron bloquearla, gritaron consignas vulgares y golpearon a algunos de los participantes. Entre los contramanifestantes se encontraban aficionados del club deportivo Jagiellonia Białystok. Durante la marcha, los participantes fueron arrojados con diversos objetos, entre ellos piedras y petardos. Los agentes de policía también fueron atacados de esta manera. Como resultado, estallaron enfrentamientos y la policía utilizó gas pimienta contra quienes interrumpían la marcha.
Hasta el 23 de julio de 2019, 68 personas fueron identificadas como responsables de cometer delitos durante la marcha. A partir de grabaciones publicadas en las redes sociales, la policía identificó a algunas de las víctimas y se comunicó con ellas. Entre los heridos se encontró además una mujer policía, quien fue trasladada al hospital. Entre los contramanifestantes estuvieron políticos del partido Ley y Justicia, quieron intentaron bloquear el camino de la marcha. El alcalde de Białystok, Tadeusz Truskolaski, anunció que presentaría una notificación a la fiscalía sobre la posible participación en los disturbos del mariscal del voivodato Artur Kosicki, el concejal del PiS en el consejo regional Sebastian Łukaszewicz, el director de la oficina del mariscal Robert Jabłoński y el concejal Henryk Dębowski.
Como respuesta a los acontecimientos de la marcha por la igualdad en Białystok, comenzaron a surgir eventos no violentos y pro-LGBT a lo largo del país, cuyo objetivo era expresar solidaridad con las víctimas. Uno de ellos fue "Miasteczko Równość" y una marcha espontánea que tuvo lugar el 2 de agosto de 2019 en el festival Pol'and'Rock en Kostrzyn nad Odrą. La primera marcha prevista luego de la de Białystok fue la primera Marcha por la Igualdad en Płock, que tuvo lugar el 10 de agosto y resultó ser un éxito: participaron unas dos mil personas. A pesar de las contramanifestaciones de círculos de derecha, el evento fue relativamente pacífico y la policía sólo detuvo a dos personas.
Influido por los acontecimientos de Białystok, el activista de 19 años Ksawery Olczyk organizó la primera Marcha por la Igualdad en Radomsko, una ciudad con una población de casi 50 000 personas. Los intentos de bloquear la marcha por parte de la Juventud Panpolaca y la ONR fracasaron y unas 300 personas marcharon en una colorida manifestación el 17 de agosto de ese año.

## Pandemia de COVID-19
En 2020, la mayoría de las organizaciones LGBTQ locales planearon volver a realizar marchas en sus ciudades, continuando la tendencia de años anteriores. Entre ellas, se anunciaron las fechas de la segunda marcha en Koszalin y Bydgoszcz, la primera marcha en Piła y las ediciones de eventos en ciudades más grandes, incluido el vigésimo desfile en Varsovia. No obstante, el estallido de la pandemia de COVID-19 y su desarrollo en Polonia frustraron estos planes. En marzo, el gobierno introdujo una prohibición de reuniones públicas que, a partir del 30 de mayo, se cambió a un límite máximo de 150 participantes para eventos. Por este motivo, la mayoría de los eventos planeados por el orgullo fueron cancelados. Al final sólo se llevaron a cabo algunas de las marchas previstas para la segunda mitad del año. El 5 de septiembre se realizó la primera marcha transfronteriza Słubice - Fráncfort del Óder y la marcha en Katowice, mientras que el 3 de octubre tuvo lugar la de Breslavia, que fue la mayor del año. Adicionalmente, el 29 de agosto se organizó una manifestación en Cracovia en lugar de la marcha prevista originalmente para mayo.
Dado que las regulaciones pandémicas se volvieron a endurecer a principios de 2021 debido a una oleada de contagios, la realización de las marchas por la igualdad volvieron a quedar en duda ese año. Esta vez, sin embargo, el gobierno comenzó a levantar las restricciones más rápidamente con la llegada de la temporada cálida y se llevaron a cabo marchas en muchas ciudades, aunque no en todos los lugares donde se realizaron en 2019. La temporada de marchas fue además movida de forma significativa a la segunda mitad del año, cuando la situación de la pandemia se volvió más estable. Al final se llevaron a cabo 18 eventos, comenzando con el vigésimo Desfile por la Igualdad en Varsovia (19 de junio) y terminando con la marcha en Lublin (23 de octubre). Entre las ciudades que organizaron marchas aparecieron tres nuevas: Piła, Bielsko-Biała y Wodzisław Śląski. También hubo manifestaciones menos formales, como otra marcha durante el Festival Pol'and'Rock en el aeropuerto de Makowice-Płoty, o una marcha espontánea de la oposición el 30 de octubre, que tuvo lugar en Lodz, después de que el Sejm enviara un proyecto de ley que intentaba prohibir de facto la organización de marchas por la igualdad o el uso de banderas arcoíris en espacios públicos.

## Actualidad (desde 2022)

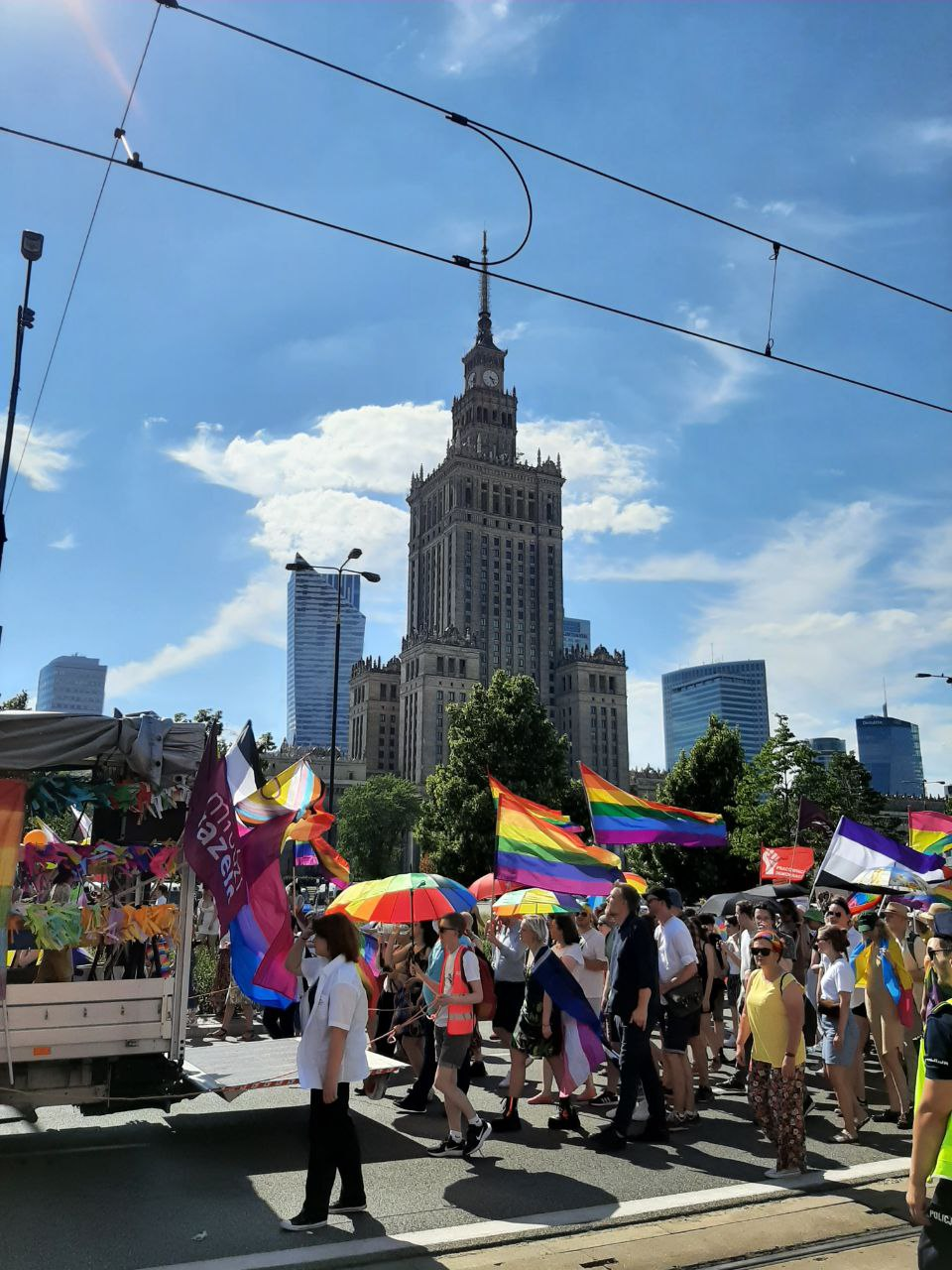
Marcha del Orgullo de Varsovia-Kiev en 2022.

Tras el levantamiento de las últimas restricciones por la pandemia en 2022, aumentó el número de marchas en el país. La invasión rusa de Ucrania y la consiguiente afluencia de refugiados ucranianos a Polonia agregaron un nuevo contexto a las manifestaciones por los derechos LGBTQ. La discriminación contra las personas LGBTQ en Rusia y el uso de personas no heteronormativas en la propaganda del Kremlin como fantasma contra su propia sociedad y "prueba" de la "podredumbre moral" de Occidente, llevaron a la decisión de convertir el Desfile por la Igualdad de Varsovia en una marcha conjunta bajo el nombre "Orgullo Varsovia-Kiev", de la que la organización Orgullo Kiev se convirtió en coorganizadora. Entre los invitados al desfile estuvieron el alcalde de Varsovia, Rafał Trzaskowski, y el comisario de la UE contra la discriminación, Helena Dalli. De manera similar, el evento en Katowice de ese año llevó como nombre "Orgullo Katowice-Odesa", y muchas otras marchas mostraron solidaridad con la comunidad LGBTQ en Ucrania y las víctimas de esta guerra.
Finalmente, las marchas se llevaron a cabo en 29 ciudades, lo que fue un resultado similar al del año anterior a la pandemia. Entre las ciudades que debutaron como anfitrionas de eventos de este tipo se encontraron Gryfino en Pomerania Occidental, Milicz en Baja Silesia, Sanok en la región de Podkarpacie y Pruszków, cerca de Varsovia. La marcha regresó a algunas ciudades después de una pausa de dos años, entre ellas Gorzów Wielkopolski, Gniezno, Konin, Kalisz, Olsztyn y Kielce. Sin embargo, también hubo varias ciudades donde, a pesar de los planes, no se pudo organizar el evento, como Toruń, Bydgoszcz, Białystok, Elbląg y Płock.
Para 2023 se contó con un número récord de eventos, con organizaciones de 37 ciudades participando de la realización de las marchas. Las mismastuvieron lugar en casi todas las ciudades donde tuvieron lugar en 2022 (exceptuando a Gniezno y Konin). Después de una pausa de cuatro años, la marcha regresó a Toruń, Słupsk y Bydgoszcz, y después de una pausa de un año, se organizó la Marcha por la Igualdad en Białystok. Adicionalmente, por primera vez se planificaron marchas en Sztum, Krosno, Jelenia Góra, Piaseczno, Zgorzelec  y Bolesławiec.

## Coalición de Ciudades en Marcha
El rápido aumento en el número de ciudades donde se organizaron marchas entre 2018 y 2019 dio como resultado el establecimiento de una red de cooperación entre organizaciones LGBT+ locales para intercambiar experiencias y brindar apoyo organizativo y financiero a entidades individuales. Los días 5 y 6 de enero de 2019 tuvo lugar en Poznan el Primer Congreso de Ciudades en Marcha por la Igualdad, al que asistieron representantes de diversas organizaciones y grupos de 13 ciudades. El principal organizador de la reunión fue la Asociación del Grupo Stonewall. El siguiente Congreso de Ciudades en Marchan tuvo lugar del 17 al 19 de enero de 2020 en Varsovia.
En el tercer Congreso, que tuvo lugar los días 26 y 27 de octubre de 2021 en Lodz, representantes de 27 organizaciones y grupos firmaron la Declaración de la Coalición de Ciudades en Marcha por la Igualdad LGBT+ y establecieron una estructura más formal: la Coalición de Ciudades en Marcha, cuyo tarea es desarrollar una cooperación permanente entre los organizadores del Desfile y las Marchas de la Igualdad en todo el país. La Coalición de Ciudades en Marcha organiza reuniones y talleres locales de activistas para brindar apoyo sustantivo, psicológico y organizativo a las personas involucradas en la organización de Marchas por la Igualdad.
Los siguientes Congresos de Ciudades en Marcha se celebraron en Gdansk (IV Congreso, 24 y 25 de septiembre de 2022) y Breslavia (V Congreso, 3 y 5 de marzo de 2023). Actualmente, 32 organizaciones pertenecen a la Coalición.

## Prohibiciones de marchas
Después de la prohibición y detención de los participantes en la Marcha de Poznan, dos agencias de la ONU enviaron interpelaciones a las autoridades polacas en diciembre de 2005. El 18 de enero de 2006 y como consecuencia del hecho, el Parlamento Europeo emitió una resolución condenando la homofobia en Europa y citando el Convenio Europeo para la Protección de los Derechos Humanos y las Libertades Fundamentales y otras disposiciones que los Estados miembros de la Unión Europea, incluida Polonia, estaban obligados a cumplir.
En 2018 también se debatió el contexto de la prohibición de la discriminación contra las personas LGBT. Łukasz Piebiak, jefe de la delegación del gobierno polaco, discutió en Bruselas el texto de las Conclusiones del Consejo de la Unión Europea sobre aplicación de la Carta de los Derechos Fundamentales y adoptó la posición de vetarla. La razón fue que, de acuerdo a Piebiak, la condena de la discriminación contra las personas LGBT era demasiado fuerte en comparación con la condena de la discriminación por motivos religiosos.
En un pícnic municipal en Zbuczyn celebrado el 12 de agosto de 2019, el presidente del PiS, Jarosław Kaczyński, afirmó, cuando se le preguntó su opinión sobre las Marchas por la Igualdad: 

Si dependiera de mí, estaría claro. Mi hermano de bendita memoria lo prohibió cuando era alcalde de Varsovia. Sin embargo, aquí está el tema de las regulaciones de la Unión Europea. Como sabemos, levantarían cualquier prohibición. Los tribunales también las anularían, porque están completamente bajo la influencia de esta ideología. Necesitamos hacer esto de otra manera, limitarlas con calma. De tal manera que no destruyan la cultura polaca, no destruyan la Iglesia polaca. Y lucharemos por esto.

La respuesta a las prohibiciones y actos de agresión contra los participantes de la primera Marcha por la Igualdad en Białystok, celebrada el 20 de julio de 2019, fueron gestos de solidaridad de personas y grupos que anteriormente no habían apoyado las demandas de las poblaciones LGBT, entre ellas la legalización de las uniones civiles y la igualdad de derechos.
En agosto de 2021, la fundación "Vida y Familia" de Kai Godek presentó 140 000 firmas al Sejm en virtud del proyecto de ley ciudadano "Stop LGBT", que prevía la prohibición de organizar reuniones destinadas a las demandas del movimiento LGBT, entre ellas: "cuestionar el matrimonio como unión entre un hombre y una mujer", "promover la extensión de la institución del matrimonio a personas del mismo sexo", "promover las relaciones entre personas del mismo sexo", "promover orientaciones sexuales distintas de la heterosexualidad". Al mismo tiempo, el proyecto de ley especificaba  la definición de la palabra "propagación", que se entiende como "difundir, difundir, agitar, presionar, afirmar, esperar, exigir, recomendar, recomendar o promover". 
En los carteles que promocionaban la campaña de recogida de firmas, los autores del proyecto escribieron explícitamente que querían "prohibir las marchas LGBT en las calles de las ciudades polacas". Para el acto se recogieron firmas, entre otras: en las iglesias católicas. El proyecto de ley tuvo su primera lectura en el Sejm el 28 de octubre de 2021 y el 29 de octubre fue remitido para su posterior trámite en el Comité de Administración y Asuntos Internos.